# Grunwald (osada w województwie warmińsko-mazurskim)
Grunwald – osada w Polsce położona w województwie warmińsko-mazurskim, w powiecie ostródzkim, w gminie Grunwald.
Osada położona jest zaraz obok wsi Grunwald na pół-wsch.
W latach 1975–1998 miejscowość należała administracyjnie do województwa olsztyńskiego.